# Primeira Guerra Balcânica
A Primeira Guerra Balcânica, também conhecida como Primeira Guerra dos Bálcãs (português brasileiro) ou Balcãs (português europeu), foi um conflito militar que durou de outubro de 1912 a maio de 1913 e colocou a Liga Balcânica (Sérvia, Montenegro, Grécia e Bulgária) contra o Império Otomano. As forças combinadas dos Estados balcânicos conseguiram superar as forças otomanas, numericamente inferiores e em desvantagem estratégica, conseguindo um rápido sucesso. Como resultado da guerra, quase todos os territórios europeus do Império Otomano foram conquistados e divididos entre os aliados, e um estado independente albanês foi criado, por pressão da Áustria-Hungria e da Itália. Apesar deste sucesso, as nações balcânicas permaneceram insatisfeitos com o resultado da guerra, e as tensões internas que surgiram com a retirada da ameaça otomana, que até então os unira, logo resultou na Segunda Guerra Balcânica.

## Antecedentes
As tensões entre os Estados balcânicos sobre suas aspirações às províncias da Rumélia ocupadas pelos otomanos, como a Rumélia Oriental, a Trácia e a Macedônia, foram interrompidas pela intervenção das grandes potências nos Bálcãs em meados do século XIX, que visavam garantir a proteção das maiorias cristãs da região e a manutenção do status quo. Em 1867, a Grécia, a Sérvia e Montenegro já haviam assegurado suas independências, confirmadas pelo Tratado de Berlim uma década mais tarde. Mas a questão da viabilidade do domínio otomano renasceria com a Revolução dos Jovens Turcos em julho de 1908, que compeliu o sultão Abdulamide II a restaurar a suspensa Constituição Otomana, e com os significativos desenvolvimentos ocorridos entre 1909 e 1911.
As aspirações sérvias sobre o território da Bósnia e Herzegovina foram defraudadas pela Áustria-Hungria, que anexou formalmente a província em outubro de 1908, pelo que os sérvios voltaram suas atenções para o Cosovo, que historicamente consideram sua terra natal, e para uma possível expansão para o sul. Oficiais gregos, que haviam se revoltado em agosto de 1909, haviam assegurado a indicação de um governo progressista liderado por Eleftherios Venizelos que, segundo esperavam, conseguiria resolver a questão da ilha de Creta a seu favor e reverter a derrota na Guerra Greco-Turca de 1897. A Bulgária, que ganhou sua independência do Império Otomano em abril de 1909 e tinha a amizade do Império Russo, também cobiçava territórios otomanos na Trácia e na Macedônia, para garantir sua expansão. Em março de 1910, uma insurreição albanesa eclodiu no Cosovo, e em agosto do mesmo ano o Montenegro seguiu o precedente aberto pela Bulgária e se tornou uma monarquia.
Em 1911, a Itália iniciou a invasão da Tripolitânia, no norte da África, à qual se seguiu a ocupação das ilhas do Dodecaneso. As decisivas vitórias militares italianas sobre o Império Otomano influenciaram os Estados balcânicos a preparar uma guerra contra os otomanos. Com esse fim, ocorreram diversos encontros entre os vários representantes das nações balcânicas durante a primavera de 1912, que resultaram em uma rede de alianças militares que se tornaria conhecida como a Liga Balcânica.
As grandes potências, sobretudo a França e a Áustria-Hungria, reagiram a estas reuniões diplomáticas tentando dissuadir a Liga de provocar a guerra, mas falharam. No final de setembro, tanto os Estados da Liga quando o Império Otomano haviam mobilizado seus exércitos. O Montenegro foi o primeiro país a declarar guerra, em 25 de setembro. Os outros três membros da aliança enviaram um ultimato ao Império Otomano em 13 de outubro, e declararam guerra no dia 17 do mesmo mês

## Planos de batalha
Os quatro aliados não haviam planejado um plano geral de batalha, e não fizeram nenhum esforço para coordenar suas forças. Pelo contrário, a guerra acabaria por ser conduzida por cada Estado individualmente, e assim sendo, ela pode ser separada em quatro frentes de batalha geograficamente definidas. Búlgaros enfrentam a maior parte das forças otomanas, que protegiam as rotas para Constantinopla, especialmente na Trácia e na Macedônia. Sérvios e montenegrinos atuaram em Cosovo, em sanjaco, no norte da Macedônia e na região que viria a formar a Albânia. Os gregos concentraram seus esforços de guerra no sul da Macedônia e na direção de Salônica.

### Bulgária
A Bulgária, então conhecida como a "Prússia dos Bálcãs", era militarmente o mais poderoso dos quatro aliados, com um grande, bem-treinado e bem-equipado exército. O exército de 60 mil homens foi expandido para 370 mil combatentes durante a guerra, com uma mobilização total de 600 mil soldados, numa população de 4,3 milhões de habitantes. O suposto comandante das operações era o Czar Ferdinando, enquanto o atual comando estava nas mãos do General Michail Sakov. Os búlgaros também possuíam uma pequena marinha composta por seis navios torpedeiros, que estavam restritos a operações na costa do Mar Negro.
As forças búlgaras concentraram seus ataques na Trácia e na Macedônia. Esta última viria a ser dividida entre Sérvia e Grécia, apesar de originalmente estas duas regiões pertencerem ao reino (foram retiradas do reino búlgaro em 1878, no Tratado de Berlim, no qual as potências europeias tentaram impedir o surgimento de um país poderoso nos Bálcãs). A maior força de ataque foi deixada na Trácia, formando três exércitos. O primeiro, sob o comando do general Vasil Kutinchev tinha três divisões de infantaria e foi deixado no sul de Jambol, com vistas a fazer operações ao longo do rio Tundzha. O segundo exército ficou sob o comando do general Nikola Ivanov, com duas divisões de infantaria e uma brigada, foi deixado a oeste do primeiro exército e designado a capturar a poderosa fortaleza de Adrianópolis (atual Edirne). De acordo com os planos, o terceiro exército, sob o comando do general Radko Dimitriev, foi deixado a leste do primeiro, e estava protegido pela divisão de cavalaria que o escondia das divisões turcas. O terceiro exército tinha três divisões de infantaria designadas a cruzar o monte Stranja e a tomar a fortaleza de Lozengrado (Kirk Kilisse). As divisões de número 2 e 7 receberam papéis independentes, operando na Trácia Ocidental e na Macedônia Oriental, respectivamente. Vievo foi um exemplo de vila da qual os turcos foram expulsos sob a eficácia da milícia búlgara.
As forças búlgaras infringiram pesadas perdas aos otomanos. Avançando sob terreno desconhecido pouco reconhecido e sem o auxílio de mapas. Chegaram até Chataldja (ou Çatalca) a 30 quilômetros de Constantinopla. Rechaçados por uma pesada barragem de artilharia.

### Sérvia
Apesar de muito menor em números que o exército búlgaro, a força militar da Sérvia também era considerável. A Sérvia convocou aproximadamente 230 mil homens para formar dez divisões de infantaria, duas brigadas independentes, e uma divisão de cavalaria sob o comando do ex-Ministro da Guerra Radomir Putnik. O Alto Comando sérvio, em suas previsões feitas antes do início da guerra, concluiu que o melhor campo para uma batalha decisiva contra o exército otomano seria o planalto de Ovče Polje, próximo a Escópia. Assim sendo, as principais forças formaram três exércitos que avançaram sobre Escópia, enquanto uma brigada independente ajudava os montenegrinos no Sanjaco de Novi Pazar.
O primeiro exército era comandado pelo general Petar Bojović, e era um dos mais poderosos em número de forças, enquanto se dirigia para tomar Escópia. O segundo exército era comandando pelo general Stepa Stepanović, e consistia em um exército misto de sérvios e búlgaros. Formou-se a esquerda do primeiro exército e avançou contra a cidade de Stracin. A inclusão de uma força búlgara ao exército deveu-se a um acordo pré-guerra feito entre os comandantes dos exércitos sérvio e búlgaro, mas essa divisão recusou-se a obedecer ao General Stepanović logo que a guerra começou, e seguiu apenas ordens do Alto Comando búlgaro. O terceiro exército era comandado pelo general Božidar Janković e, estando na ala direita do exército, tinha a tarefa de libertar o Cosovo e então juntar-se aos outros exércitos para a esperada batalha de Ovče Polje.

### Grécia

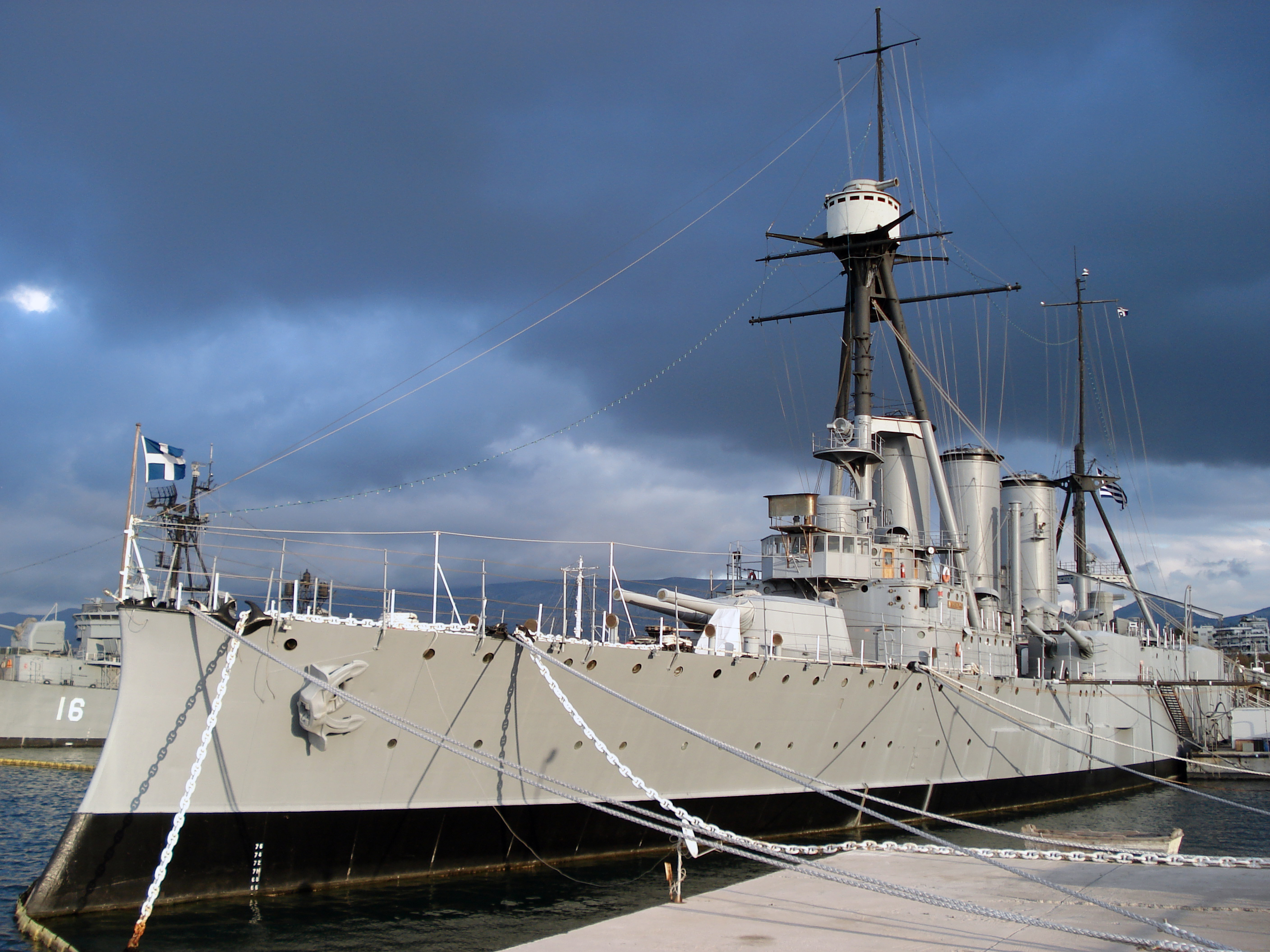
O cruzador blindado Georgios Averof, nau capitânia da frota grega. Era, à data, o mais moderno navio de guerra das marinhas envolvidas no conflito, tendo cumprido um papel crucial nas operações no Mar Egeu.

A Grécia era considerada a mais fraca dos três principais aliados, desde que havia sofrido uma humilhante derrota contra os otomanos na Guerra Greco-Turca de 1897, e não se esperava que contribuísse decisivamente contra o exército turco. O reino grego mostrou-se capaz de juntar apenas 120 mil combatentes para suas forças de guerra. Entretanto, a Grécia possuía uma poderosa marinha, que acabou por se tornar vital para a liga, já que era a única forma de prevenir que reforços turcos chegassem aos Bálcãs transferidos da Ásia. Previamente, o embaixador grego em Sófia declarou, com exagero, durante as negociações que levaram a Grécia a ingressar na Liga: "A Grécia pode prover um exército de 600 mil combatentes para o esforço de guerra. (...) 200 mil homens em terra, e a marinha estará apta a impedir 400 mil homens de desembarcar [...] entre Salônica e Galípoli.
O exército ainda estava sendo reorganizado por uma missão militar francesa quando a guerra começou. Com a mobilização, ele dividiu-se em dois. O Exército de Tessália, sob o comando do Príncipe Constantino I, ao lado do general Panagiotis Danglis, abrigava sete divisões da infantaria, uma brigada da cavalaria e quatro batalhões de evzones independentes, chegando a aproximadamente 100 mil homens. Esta força deveria tomar posições fortificados da fronteira turca e avançar contra a Macedônia, com o objetivo de tomar Salônica.
Além deste, de 10 mil a 13 mil homens divididos em oito batalhões foram designados a compor o Exército de Epiro, sob o comando do general Konstantinos Sapountzakis, que deveria avançar sobre a região de Epiro. Como não havia esperanças de captura da altamente fortificada capital Janina, sua missão inicial era simplesmente enfraquecer as forças turcas da área, até que reforços fossem enviados e o Exército de Tessália fosse bem-sucedido nas suas operações.
A marinha grega, neste ínterim, deveria isolar as ilhas do Mar Egeu que ainda estavam sob o domínio otomano e asseguradas pela supremacia naval do Sultão. A Marinha do Egeu, sob o comando de Pavlos Kountouriotis foi designada para esta tarefa, e consistia em três navios de guerra, sete destróiers e o novíssimo cruzador blindado Georgios Averof, nos quais os planos de dominação naval grega se baseavam. Outras forças menores consistiam de navios torpedeiros que deveria atacar qualquer resistência otomana.

### Montenegro
Os montenegrinos tinham uma reputação de experientes lutadores, mas seu exército era pequeno e antiquado. Depois de completar a mobilização na primeira semana de outubro, Montenegro organizou seu exército de 35,6 mil combatentes em quatro divisões. O comandante era supostamente o Rei Nicolau I, mas o comando efetivo estava nas mãos do general Lazorović. O principal foco montenegrino era a captura da importante cidade de Escodra, enquanto operações secundárias eram realizadas em Novi Pazar.

### Império Otomano
Em 1912, os otomanos viram-se numa posição de extrema dificuldade. Ainda se encontravam envolvidos numa guerra com os italianos na Líbia, que durou até 15 de Outubro, poucos dias antes do início das hostilidades nas Balcãs. O Império Otomano estava então desprovido de capacidade de reforçar significativamente as suas posições na península balcânica e as relações com os Estados da região tinham-se degradado ao longo do ano.
As capacidades militares otomanas também estavam minadas devido à instabilidade causada pela Revolução dos Jovens Turcos e pelo golpe contrarrevolucionário levado a cabo vários meses depois. Um esforço foi feito para reorganizar o exército com a ajuda de uma missão alemã, mas os seus efeitos foram questionáveis. O exército regular (nizam) era bem-equipado e treinado, mas as unidades de reserva (redif) que o complementava era geralmente composto de cidadãos locais não muçulmanos, que tinha pouquíssimas habilidades para lutar.
Em teoria, os otomanos poderiam sentir-se muito superiores numericamente contra a Liga Balcânica, mas com o Mar Egeu pela marinha grega, teriam que transportar todos os exércitos da Ásia por terra, por uma única linha férrea. Mesmo na Europa, os otomanos não possuíam um plano único contra os seus oponentes, e as suas forças lutaram isoladas, sem uma coordenação geral.

## Batalhas
| Batalhas da Primeira Guerra Balcânica |                    |                                          |          |                         |                |                    |
| Nome                                  | Atacante           | Comandante                               | Defensor | Comandante              | Data           | Vencedor           |
| Batalha de Sarantaporo                | Gregos             | Constantino I da Grécia                  | Otomanos |                         | 22 Out 1912    | Gregos             |
| Batalha de Kumanovo                   | Sérvios            | Gen. Radomir Putnik                      | Otomanos | Gen. Zekki Paxá         | 23 Out 1912    | Sérvios            |
| Batalha de Kirk Kelesse               | Búlgaros           | Gen. Radko Dimitriev, Gen. Ivan Fichev   | Otomanos | Mahmud Muhtar Paxá      | 24 Out 1912    | Búlgaros           |
| Batalha de Lule-Burgas                | Búlgaros           | Gen. Radko Dimitriev, Gen. Ivan Fichev   | Otomanos | Abedalá Paxá            | 28-31 Out 1912 | Búlgaros           |
| Batalha de Giannitsa                  | Gregos             | Constantino I da Grécia                  | Otomanos | Hasan Tahsin Paxá       | 1 Nov 1912     | Gregos             |
| Batalha de Prilepo                    | Sérvios            |                                          | Otomanos |                         | 3 Nov 1912     | Sérvios            |
| Batalha de Pente Pigadia              | Gregos             | Ten. Gen. Konstantinos Sapountzakis      | Otomanos | Esat Paxá               | 6-12 Nov 1912  | Gregos             |
| Batalha de Vevi                       | Gregos             |                                          | Otomanos |                         | 15 Nov 1912    | Otomanos           |
| Batalha de Bitola                     | Sérvios            | Gen. Petar Bojović                       | Otomanos | Gen. Zekki Paxá         | 16-19 Nov 1912 | Sérvios            |
| Batalha de Caliacra                   | Búlgaros           | Cap. Dimitar Dobrev                      | Otomanos | Hyusein Rauf Bei        | 21 Nov 1912    | Búlgaros           |
| Batalha de Elli                       | Gregos             | Con. Alm. Pavlos Kountouriotis           | Otomanos | Alm. Ramiz Bey          | 16 Dez 1912    | Gregos             |
| Batalha de Lemnos                     | Gregos             | Con. Alm. Pavlos Kountouriotis           | Otomanos |                         | 18 Jan 1913    | Gregos             |
| Batalha de Bulair                     | Otomanos           | Feti Bey                                 | Búlgaros | Gen. Georgi Todorov     | 26 Jan 1913    | Búlgaros           |
| Batalha de Şarköy                     | Otomanos           | Enver Bey                                | Búlgaros | Gen. Stiliyan Kovachev  | 26-28 Jan 1913 | Búlgaros           |
| Batalha de Bizani                     | Gregos             | Constantino I da Grécia                  | Otomanos | Esat Paxá               | 5-6 Mar 1913   | Gregos             |
| Cerco de Edirne                       | Búlgaros e Sérvios | Gen. Georgi Vazov, Gen. Stepa Stepanovic | Otomanos | Gen. Ghazi Shulkri Paxá | 11-13 Mar 1913 | Búlgaros e Sérvios |